# Diospyros fulvopilosa
Diospyros fulvopilosa är en tvåhjärtbladig växtart som beskrevs av Harold Roy Fletcher. Diospyros fulvopilosa ingår i släktet Diospyros och familjen Ebenaceae. Inga underarter finns listade i Catalogue of Life.